# Armadillo bolivari
Armadillo bolivari is een pissebeddensoort uit de familie van de Armadillidae. De wetenschappelijke naam van de soort is voor het eerst geldig gepubliceerd in 1960 door Mulaik.